# Carlos J. Krauel
Carlos J. Krauel fue una bodega española productora de vino málaga, ubicada en El Perchel en el siglo XIX. Fue fundada por un descendiente de vinateros alemanes establecido en Málaga en 1803 para dedicarse a la exportación de vinos y frutos secos. 
La bodega exportaba vinos tanto a Europa como a América, aunque especialmente a Alemania, Holanda, Irlanda, Reino Unido e Italia, además de proveer vino para la eucaristía en España. Pero la plaga de la filoxera tuvo un fuerte impacto en los negocios de la bodega y la guerra civil española terminó por paralizar casi al completo la actividad de la empresa. 